# Innocenzo di Pietro Francucci da Imola

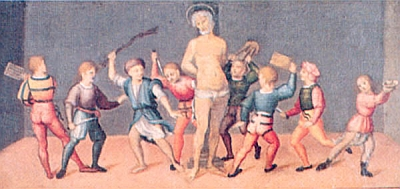
O Martírio de São Cássio de Ímola

Innocenzo di Pietro Francucci da Imola (c. 1494 - 1550) foi um pintor e desenhista italiano nascido em Imola e falecido em Bolonha. Innocenzo  foi para Florença e estudou com Mariotto Albertinelli e Gaspare Sacchi. Mas foi em Bolonha onde ele criou a maioria de suas obras. 
Produziu vários afrescos e altares religiosos. Foi muito influenciado por Rafael e treinou artistas como Francesco Primaticcio e Prospero Fontana. 